# Xanthoparmelia hyporhytida
Xanthoparmelia hyporhytida är en lavart som först beskrevs av Hale, och fick sitt nu gällande namn av Hale. Xanthoparmelia hyporhytida ingår i släktet Xanthoparmelia och familjen Parmeliaceae.   Inga underarter finns listade i Catalogue of Life.